# Cyathea concordia
Cyathea concordia là một loài thực vật có mạch trong họ Cyatheaceae. Loài này được B. León & R.C. Moran mô tả khoa học đầu tiên năm 1996.